# Hespérie carroyée
Muschampia tessellum
Espèce
L’Hespérie carroyée (Muschampia tessellum) est une espèce de lépidoptères (papillons) qui appartient à la famille des Hesperiidae, à la sous-famille des Pyrginae et au genre Muschampia.
- Envergure : 16 à 18 mm.
- Période de vol : fin mai à juin.
- Habitat : prairies fleuries.
- Plante-hôte : Phlomis tuberosa.
- Répartition : sud des Balkans, sud de la Russie, Iran, Asie mineure, Mongolie.